# Vårproposition
Vårpropositionen är Sveriges regerings förslag till riktlinjer för den ekonomiska politiken och budgetpolitiken. Propositionen lämnas senast den 15 april till riksdagen och inleder riksdagens arbete med statsbudgeten.
I vårpropositionen bedömer regeringen det ekonomiska läget och hur ekonomin kommer att se ut på längre sikt samt gör en bedömning av utgiftstaket de närmaste åren.
Riksdagen beslutar sedan om vårpropositionen i juni.
När sedan budgetpropositionen läggs i september är den detaljplanerad med anslagen och inkomsterna för det kommande budgetåret.